# Jan-Heie Erchinger

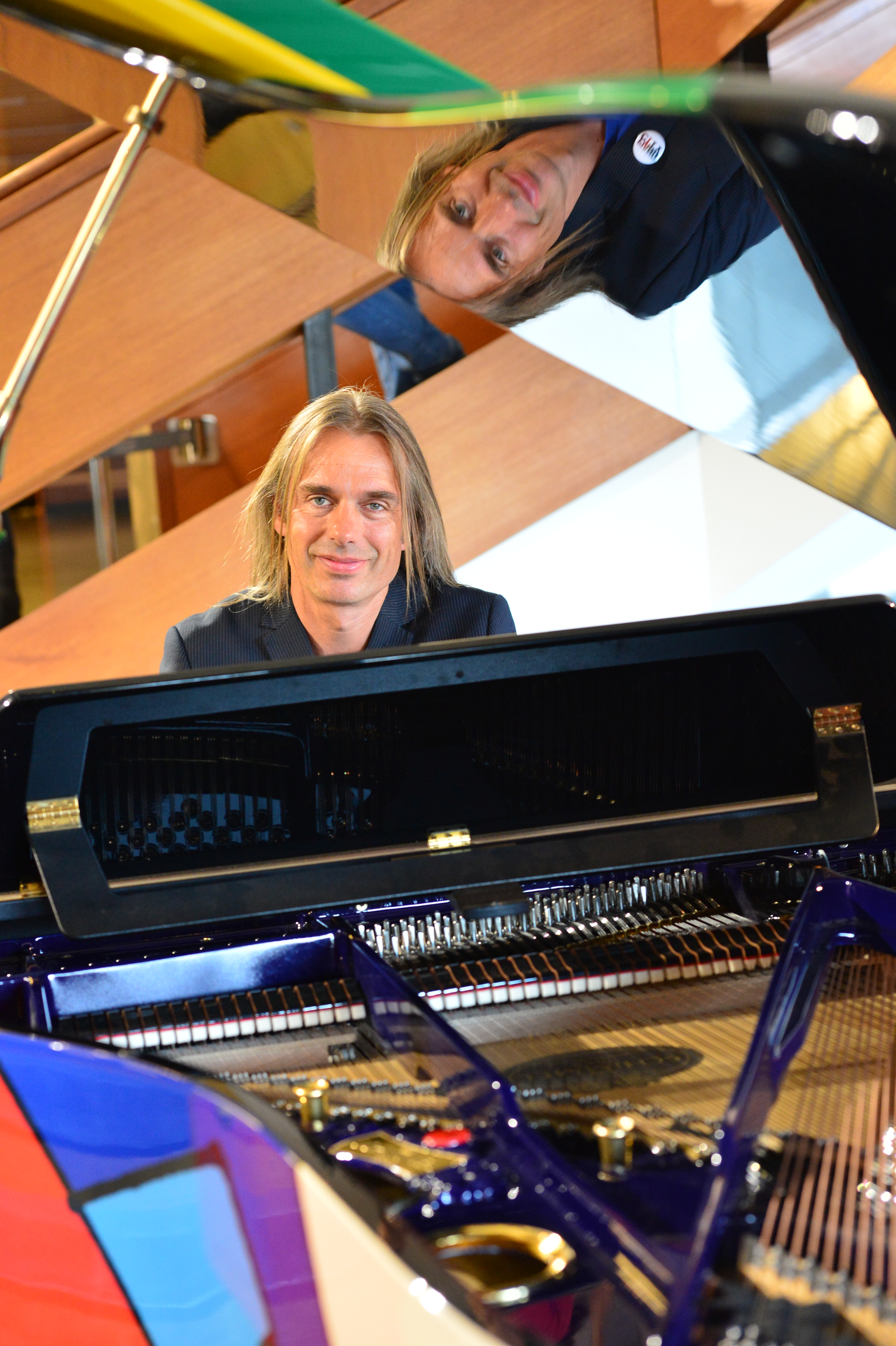
Jan-Heie Erchinger (2012)

Jan-Heie Erchinger (* 8. November 1967 in Osterode am Harz, Deutschland), früher auch bekannt unter dem Pseudonym Jay Heye, ist ein deutscher Pianist, Keyboarder und Produzent. Er lebt in der Nähe Braunschweigs und in Berlin.

## Leben
Jan-Heie Erchinger wuchs als älterer von zwei Söhnen eines Pastors und einer Lehrerin in Hannover und Braunschweig auf. Bereits in jungen Jahren begeisterte er sich für Musik und begannen Klavier zu spielen. Er erhielt Unterricht in Jazzpiano bei Otto Wolters. Nach dem Abitur an der Neuen Oberschule in Braunschweig besuchte Erchinger ab 1989 für zwei Jahre den Profi-Kurs der Yamaha Music Station und absolvierte an der Hochschule für Musik und Theater Hamburg 1991 den Kontaktstudiengang Popkurs.
Außerdem studierte Erchinger in Braunschweig Musik bei Rainer Schmitt und Rainer Wilke und schloss 1995 mit einem Staatsexamen in Musik ab.
Parallel dazu begann 1992 Erchingers musikalische Karriere, als ihm mit dem Duo Blue Knights eine Billboard-Top-10-Platzierung in den NAC Jazz Charts, USA gelang. 1994 war Erchinger Gründungsmitglied der Jazzkantine, der er bis 2010 angehörte. Mit dieser Formation spielte er acht Alben sowie eine Live-DVD ein und hatte mehr als 1000 Auftritte.
Sein Kindermusical Kampf um Nussland wurde 2009 uraufgeführt. 2010 war er als schauspielernder Pianist in I hired a contract killer von Aki Kaurismäki im Staatstheater Braunschweig zu sehen. Er schrieb auch die Musik für diese Bühnenadaption.
Jeweils seit deren Gründung war Erchinger Stammspieler der Jazzkantine (bis 2010), D-Phunks (bis 2010), der Blue Knights, des JuJu Orchestra und des Bahama Soul Club. In seinem Tonstudio werden neben eigener Musik auch Hörbücher und Werbemusik produziert. 2012 ist sein Album Capital Tunes und 2013 das Album Elevator Groove Machine erschienen. Gemeinsam mit Robert Glogowski hat er von 2015 bis 2018 insgesamt drei Alben für das Karnevals-Projekt Elf Lieder produziert.
Neben der eigenen Musik widmet sich Erchinger zahlreichen kulturellen und pädagogischen Projekten. So hat er 2012 gemeinsam mit dem Wortmuseum am Tastentaumel Musikfestival teilgenommen, ist seit 2013 musikalischer Leiter des jährlich in verschiedenen Parks im Braunschweiger Land stattfindenden Jazzfestivals Jazz im Park und hat ebenfalls 2013 im Rahmen des Kulturprogramms 1913 – Aufbruch in eine neue Welt die musikalische Collage Vicky Lu – Aufbruch in eine neue Welt inszeniert und aufgeführt. Für die Braunschweigische Landschaft hat Jan-Heie Erchinger von 2012 bis 2013 das Bildungsprojekt Wir können auch Platt! musikalisch betreut und dabei die Band bbeatz produziert.
Seit 2012 hat Erchinger einen Lehrauftrag für Musik in der Sozialen Arbeit an der Ostfalia Hochschule für angewandte Wissenschaften und seit 2013 für Jazzpiano an der TU Braunschweig.
Seit 2019 ist er Parteivorsitzender der Partei „Die Haie – Partei mit Biss!“
Erchinger veröffentlichte zudem Beiträge in den Bücher Bohlweg-Zeiten: Die 80er in Braunschweig, Blau-Gelb-Sucht: Ein Eintracht Braunschweig-Fanbuch und Die Wahrheit über Braunschweig des Reiffer-Verlags. und leitet eine Musikschule.

## Musik

### Jazzkantine
Jan-Heie Erchinger war seit der Gründung der Jazzkantine 1994 deren Stamm-Keyboarder. Gemeinsam mit der Jazzkantine wirkte Erchinger bei zahlreichen Produktionen des Staatstheaters Braunschweig mit, etwa Braunschweich, Braunschweich, Ölper 12 Points und Unser Eintracht.

### D-Phunk/D-Phunk Musik
D-Phunk oder Deutschland-Phunk ist eine seit 1997 bestehende Band der Brüder Jan-Heie und Dirk Erchinger. D-Phunk Musik ist deren Produktionsfirma. Das Repertoire reicht von schwarzer Musik (Reggie Worthy, Denise M‘Baye), über eigene Jazz Solo CDs bis hin zu Jazz-Hörbüchern. 
D-Phunk produzierte unter anderem für Pee Wee Ellis, Count Basic und Rolf Zacher.

### Bahama Soul Club
Der Bahama Soul Club ist eine Bossanova-Funk-Band um den Produzenten Oliver Belz und die Sängerin Pat Appleton von DePhazz. Die Band ist aus dem JuJu Orchestra hervorgegangen und hatte selbst bereits einige Veröffentlichungen, unter anderem auf den Brazilectro-Samplern. Bahama Soul Club spielte darüber hinaus auf Jazzfestivals in Amsterdam, Wien und Gronau.

### Soloprojekte, Kooperationen & Gastauftritte
Jan-Heie Erchinger arbeitet mit dem Regisseur Gilbert Holzgang an Hörbüchern mit Musikbegleitung.
Seit etwa 2012 widmet sich Erchinger verstärkt der kulturellen Szene seiner Heimatstadt Braunschweig. Dort war er im Rahmen des Tastentaumel-Festivals aktiv, als musikalischer Leiter des Projektes Vicky Lu – Aufbruch in eine neue Welt, des Plattdeutsch-Projektes Wir können auch Platt! und der dabei gecasteten Band bbeatz, des Jazzfestivals Jazz im Park sowie des Karnevalsprojekts Elf Lieder.

## Diskographie (Auswahl)
| Alben - 1992 Blue Knights – Blue Night - 1993 Blue Knights – Red Night - 1994 Dancing Fantasy – Live USA - 1994 Jazzkantine – Jazzkantine - 1996 Blue Knights – Tropical Night - 1996 Jazzkantine – Frisch gepresst & live - 1996 Aleksey und Thomas D sind funky - 1997 Big Band der TU Braunschweig – Carolo Blowout - 1998 Blue Knights – Neon at Night - 1999 Deutschlandphunk – Deutschlandphunk - 1999 Cappuccino – Nur die Besten überleben - 2000 Blue Knights – Night Talk - 2000 Tanzzkantine – Die Jazzkantine tanzzt - 2000 Jazzkantine – In Formation - 2003 Jan Heie Erchinger – Rhodes - 2004 Jazzkantine – Unbegrenzt haltbar - 2004 Jazzkantine – Braunschweich, Braunschweich - 2006 Tadeus – Souledge - 2006 BS F.- K. – Es ist wahr - 2007 The JuJu Orchestra – Bossa Nova is not a crime - 2007 Big Band der TU Braunschweig – Have you heard - 2007 Jazzkantine Ölper 12 Points – Zweite Staffel - 2008 Trial – No fate - 2008 Bahama Soul Club – Rhythm is what makes Jazz Jazz - 2009 Jazzkantine & Staatstheater BS – Unser Eintracht - 2012 Jan-Heie Erchinger – Capital Tunes - 2013 Eddie Filipp – Caras - 2013 Elevator Groove Machine feat. Jay Heye - 2013 bbeatz – Wi sünd da - 2014 Jazz im Park – Solopiano (live in Destedt) - 2014 Jay Heye – My Girl - 2014 D-Phunk Behousung – Trax 2000 - 2015 Jazz im Park – Solopiano 2 (live in Alvesse) - 2015 Sohn dieser Stadt – Songs für Eintracht - 2017 Jazz im Park – Solopiano 3 (live in Ringelheim) - 2018 Jazz im Park – Solopiano 4 (live in Groß Vahlberg) - 2019 Glamour Big Band – KL 163 - 2019 Jazz im Park – Solopiano 5 (live in Wendhausen) - 2020 Jazz im Park – Solopiano 6 (live in Abbensen) - 2021 Jan-Heie Erchinger – Rhodes 2 - 2021 Heie & Friends – live @Kulturgarten Singles - 1987 G-Point – I O U nothing - 1994 Jazzkantine mit SMUDO – Respect - 1994 Jazzkantine mit Aleksey – 55555 - 1995 Jazzkantine – Boogaloo - 1996 Count Basic – Moving In The Right Direction - 1999 Deutschland Phunk – Scheisse Scheisse Scheisse - 2000 Pee Wee Ellis / Denise M´Baye – Oh My God - 2002 Jazzkantine – Mein Tag, mein Licht - 2009 Bahama Soul Club – Serious Soul | Sampler - 1992 IC: Collection 2 - 1993 IC: Cool 2 Cool 1+2 - 1995 IC: Look at me! - 1996 Taten statt warten – Greenpeace Sampler - 1997 BUND Overdose Sampler - 1998 Max Mix – Jazz me up! - 2005 Brazilectro Session 7 - 2005 Cover 3 Cover 8 - 2005 City Jazz Night Sampler 2 - 2006 Citynight Jazz Festival Sampler - 2006 Audiofarm: Music for modern Living - 2008 Kampengrooves 2 - 2009 Brazilectro Session 10 - 2009 ChinChin: Bar Tunes 4 - 2009 Menza Soundtracks - 2001 Lammbock - 2001 Der Zimmerspringbrunnen Hörbücher - 1997 Jasper Ahrens und Steffen Jürgens – Peter Nedetzky - 2005 Rolf Zacher vs. D-Phunk – Rolf trifft Zacher (ZYX) - 2007 Niemand wusste, was morgen sein würde - 2008 Mit dem Käfer zum Golf - 2010 Eckhard Schimpf – Jägermeister Racing - 2010 Der Käfer im Wunderland - 2012 Zuhause bei Volkswagen DVDs - 2005 Jazzkantine – 10 Jahre live – Das Jubiläumskonzert - 2006 Night moves – Hubschrauber Flüge durch Mega Citys mit Musik von Blue Knights und Dancing Fantasy |

## Werke
- Co-Autor im vom Andreas Reiffer herausgegebenen Buch: Die Wahrheit über Braunschweig, 2015, Verlag Andreas Reiffer, ISBN 978-3-945715-31-4[10]